# Badumna maculata
Badumna maculata là một loài nhện trong họ Desidae.
Loài này thuộc chi Badumna. Badumna maculata được miêu tả năm 1916 bởi William Joseph Rainbow.